# Różnowo (województwo wielkopolskie)
Różnowo – wieś w Polsce położona w województwie wielkopolskim, w powiecie konińskim, w gminie Ślesin.
22 marca 1863 roku miała miejsce potyczka pod Różnowem, pomiędzy powstańcami styczniowymi z oddziału Kazimierza Mielęckiego a Rosjanami. Polacy zostali zmuszeni przez przeciwnika do odwrotu z pola walki.
W latach 1975–1998 miejscowość położona była w województwie konińskim.